# إبراهيم الشهراني
إبراهيم الشهراني (من مواليد 27 مارس 1972) هو أستاذ شطرنج ليبي في الاتحاد الدولي للشطرنج وحائز على الميدالية الذهبية الفردية في أولمبياد الشطرنج (2004).

## سيرته
في عام 2004، في أنطاليا، حصل إبراهيم الشهراني على المركز الثالث في بطولة البحر الأبيض المتوسط للشطرنج. في عام 2007، حصل على المركز الخامس في بطولة العرب للشطرنج.
لعب الشهراني لصالح ليبيا في أولمبياد الشطرنج:
- في عام 2004، في المجلس الاحتياطي الثاني في أولمبياد الشطرنج السادس والثلاثين في كالفيا (+6، =1، -0)، فاز بالميدالية الذهبية.
- في عام 2006، في أول لوحة في أولمبياد الشطرنج السابع والثلاثين في تورينو (+4، =3، -5).
- في عام 2008، في المجلس الثالث في أولمبياد الشطرنج الثامن والثلاثين في دريسدن (+3، =0، -6).
- في عام 2010، في المجلس الثالث في أولمبياد الشطرنج التاسع والثلاثين في خانتي مانسيسك (+5، =3، -2).
- في عام 2014، في المجلس الثاني في أولمبياد الشطرنج الحادي والأربعين في ترومسو (+0، =0، -11).

لعب لليبيا في دورة الألعاب الأفريقية:
- في عام 2003، في مجلس الاحتياطي في دورة الألعاب الأفريقية الثامنة في أبوجا (+4، =1، -2).
- في عام 2007، في المركز الثاني في الألعاب الأفريقية التاسعة في الجزائر (+1، =2، -5).

لعب الشهراني لليبيا في دورة الألعاب العربية:
- في عام 2007، في المجلس الرابع في دورة الألعاب العربية الحادية عشرة في القاهرة (+3، =0، -4).
- في عام 2011، في المركز الثالث في دورة الألعاب العربية الثانية عشرة في الدوحة (+3، =0، -5).

## روابط خارجية
- Ibrahim Chahrani على موقع الاتحاد الدولي للشطرنج (الإنجليزية)
- Ibrahim Chahrani على موقع مباريات الشطرنج (الإنجليزية)
- Ibrahim Chahrani على موقع 365Chess.com (الإنجليزية)
- Ibrahim Chahrani على موقع Chesstempo.com (الإنجليزية)
- Ibrahim Chahrani سجل أولمبياد الشطرنج على موقع OlimpBase.org (الإنجليزية)